# Europees kampioenschap voetbal 1992/Selecties
Hieronder een overzicht van alle landen en alle spelers die hebben deelgenomen aan het Europees kampioenschap voetbal 1992 in Zweden. Joegoslavië zou in eerste instantie deelnemen aan het EK, maar het land werd in mei 1992 uitgesloten van internationaal Europees voetbal door de UEFA omwille van de Joegoslavische burgeroorlog.

## Groep A

### Denemarken[2]
| Denemarken                         | Denemarken               | Denemarken | Denemarken | Denemarken        | Denemarken | Denemarken | Denemarken | Denemarken |
| №                                  | Naam                     | Wed.       | Dlpnt.     | Club              |            |            |            |            |
| ---------------------------------- | ------------------------ | ---------- | ---------- | ----------------- | ---------- | ---------- | ---------- | ---------- |
| Doel                               |                          |            |            |                   |            |            |            |            |
| 1                                  | Peter Schmeichel         | 47         | 0          | Manchester United |            |            |            |            |
| 16                                 | Mogens Krogh             | 1          | 0          | Brøndby IF        |            |            |            |            |
| Verdediging                        |                          |            |            |                   |            |            |            |            |
| 2                                  | John Sivebæk             | 77         | 1          | AS Monaco         |            |            |            |            |
| 3                                  | Kent Nielsen             | 50         | 3          | Aarhus GF         |            |            |            |            |
| 4                                  | Lars Olsen               | 57         | 3          | Trabzonspor       |            |            |            |            |
| 6                                  | Kim Christofte           | 11         | 1          | Brøndby IF        |            |            |            |            |
| 12                                 | Torben Piechnik          | 4          | 0          | Boldklubben 1903  |            |            |            |            |
| 17                                 | Claus Christiansen       | 2          | 0          | Lyngby BK         |            |            |            |            |
| Middenveld                         |                          |            |            |                   |            |            |            |            |
| 5                                  | Henrik Andersen          | 25         | 2          | 1. FC Köln        |            |            |            |            |
| 7                                  | John Jensen              | 43         | 1          | Brøndby IF        |            |            |            |            |
| 8                                  | Johnny Mølby             | 14         | 0          | Vejle BK          |            |            |            |            |
| 13                                 | Henrik Larsen            | 18         | 1          | Lyngby BK         |            |            |            |            |
| 18                                 | Kim Vilfort              | 42         | 6          | Brøndby IF        |            |            |            |            |
| 19                                 | Peter Nielsen            | 2          | 0          | Lyngby BK         |            |            |            |            |
| 20                                 | Morten Bruun             | 11         | 0          | Silkeborg IF      |            |            |            |            |
| Aanval                             |                          |            |            |                   |            |            |            |            |
| 9                                  | Flemming Povlsen         | 45         | 17         | Borussia Dortmund |            |            |            |            |
| 10                                 | Lars Elstrup             | 23         | 11         | Odense BK         |            |            |            |            |
| 11                                 | Brian Laudrup            | 25         | 5          | FC Bayern München |            |            |            |            |
| 14                                 | Torben Frank             | 3          | 0          | Lyngby BK         |            |            |            |            |
| 15                                 | Bent Christensen Arensøe | 16         | 8          | FC Schalke 04     |            |            |            |            |
| Bondscoach: Richard Møller-Nielsen |                          |            |            |                   |            |            |            |            |

### Engeland[3]
| Engeland                  | Engeland       | Engeland | Engeland | Engeland               | Engeland | Engeland | Engeland | Engeland |
| №                         | Naam           | Wed.     | Dlpnt.   | Club                   |          |          |          |          |
| ------------------------- | -------------- | -------- | -------- | ---------------------- | -------- | -------- | -------- | -------- |
| Doel                      |                |          |          |                        |          |          |          |          |
| 1                         | Chris Woods    | 31       |          | Sheffield Wednesday FC |          |          |          |          |
| 13                        | Nigel Martyn   | 1        |          | Crystal Palace FC      |          |          |          |          |
| Verdediging               |                |          |          |                        |          |          |          |          |
| 2                         | Keith Curle    | 2        |          | Manchester City FC     |          |          |          |          |
| 3                         | Stuart Pearce  | 47       |          | Nottingham Forest FC   |          |          |          |          |
| 4                         | Martin Keown   | 6        |          | Everton FC             |          |          |          |          |
| 5                         | Des Walker     | 44       |          | Nottingham Forest FC   |          |          |          |          |
| 6                         | Mark Wright    | 42       |          | Liverpool FC           |          |          |          |          |
| 14                        | Tony Dorigo    | 10       |          | Leeds United AFC       |          |          |          |          |
| Middenveld                |                |          |          |                        |          |          |          |          |
| 7                         | David Platt    | 29       |          | AS Bari                |          |          |          |          |
| 8                         | Trevor Steven  | 34       |          | Olympique Marseille    |          |          |          |          |
| 11                        | Andy Sinton    | 4        |          | Queens Park Rangers FC |          |          |          |          |
| 12                        | Carlton Palmer | 4        |          | Sheffield Wednesday FC |          |          |          |          |
| 15                        | Neil Webb      | 24       |          | Manchester United FC   |          |          |          |          |
| 16                        | Paul Merson    | 5        |          | Arsenal FC             |          |          |          |          |
| 18                        | Tony Daley     | 5        |          | Aston Villa FC         |          |          |          |          |
| 19                        | David Batty    | 8        |          | Leeds United AFC       |          |          |          |          |
| Aanval                    |                |          |          |                        |          |          |          |          |
| 9                         | Nigel Clough   | 7        |          | Nottingham Forest FC   |          |          |          |          |
| 10                        | Gary Lineker   | 77       |          | Nagoya Grampus Eight   |          |          |          |          |
| 17                        | Alan Smith     | 11       |          | Arsenal FC             |          |          |          |          |
| 20                        | Alan Shearer   | 2        |          | Southampton FC         |          |          |          |          |
| Bondscoach: Graham Taylor |                |          |          |                        |          |          |          |          |

### Frankrijk[4]
| Frankrijk                  | Frankrijk            | Frankrijk | Frankrijk | Frankrijk           | Frankrijk | Frankrijk | Frankrijk | Frankrijk |
| №                          | Naam                 | Wed.      | Dlpnt.    | Club                |           |           |           |           |
| -------------------------- | -------------------- | --------- | --------- | ------------------- | --------- | --------- | --------- | --------- |
| Doel                       |                      |           |           |                     |           |           |           |           |
| 1                          | Bruno Martini        | 22        |           | AJ Auxerre          |           |           |           |           |
| 19                         | Gilles Rousset       | 2         |           | Olympique Lyon      |           |           |           |           |
| Verdediging                |                      |           |           |                     |           |           |           |           |
| 2                          | Manuel Amoros        | 79        |           | Olympique Marseille |           |           |           |           |
| 3                          | Franck Silvestre     | 11        |           | FC Sochaux          |           |           |           |           |
| 5                          | Laurent Blanc        | 22        |           | SSC Napoli          |           |           |           |           |
| 8                          | Franck Sauzée        | 25        |           | Olympique Marseille |           |           |           |           |
| 13                         | Basile Boli          | 42        |           | Olympique Marseille |           |           |           |           |
| 17                         | Rémi Garde           | 10        |           | Olympique Lyon      |           |           |           |           |
| 20                         | Jocelyn Angloma      | 10        |           | Olympique Marseille |           |           |           |           |
| Middenveld                 |                      |           |           |                     |           |           |           |           |
| 4                          | Emmanuel Petit       | 4         |           | AS Monaco           |           |           |           |           |
| 6                          | Bernard Casoni       | 24        |           | Olympique Marseille |           |           |           |           |
| 7                          | Didier Deschamps     | 21        |           | Olympique Marseille |           |           |           |           |
| 10                         | Luis Fernández       | 57        |           | AS Cannes           |           |           |           |           |
| 12                         | Christophe Cocard    | 4         |           | AJ Auxerre          |           |           |           |           |
| 14                         | Jean-Philippe Durand | 20        |           | Olympique Marseille |           |           |           |           |
| 16                         | Pascal Vahirua       | 13        |           | AJ Auxerre          |           |           |           |           |
| Aanval                     |                      |           |           |                     |           |           |           |           |
| 9                          | Jean-Pierre Papin    | 35        |           | Olympique Marseille |           |           |           |           |
| 11                         | Christian Perez      | 19        |           | Paris Saint-Germain |           |           |           |           |
| 15                         | Fabrice Divert       | 3         |           | Montpellier HSC     |           |           |           |           |
| 18                         | Éric Cantona         | 24        |           | Leeds United AFC    |           |           |           |           |
| Bondscoach: Michel Platini |                      |           |           |                     |           |           |           |           |

### Zweden[5]
| Zweden                     | Zweden            | Zweden | Zweden | Zweden                | Zweden | Zweden | Zweden | Zweden |
| №                          | Naam              | Wed.   | Dlpnt. | Club                  |        |        |        |        |
| -------------------------- | ----------------- | ------ | ------ | --------------------- | ------ | ------ | ------ | ------ |
| Doel                       |                   |        |        |                       |        |        |        |        |
| 1                          | Thomas Ravelli    |        |        | IFK Göteborg          |        |        |        |        |
| 12                         | Lars Eriksson     |        |        | IFK Norrköping        |        |        |        |        |
| Verdediging                |                   |        |        |                       |        |        |        |        |
| 2                          | Roland Nilsson    |        |        | Sheffield Wednesday   |        |        |        |        |
| 3                          | Jan Eriksson      |        |        | IFK Norrköping        |        |        |        |        |
| 4                          | Patrik Andersson  |        |        | Malmö FF              |        |        |        |        |
| 5                          | Joachim Björklund |        |        | SK Brann              |        |        |        |        |
| 13                         | Mikael Nilsson    |        |        | IFK Göteborg          |        |        |        |        |
| 14                         | Magnus Erlingmark |        |        | Örebro SK             |        |        |        |        |
| 18                         | Roger Ljung       |        |        | FC Admira/Wacker Wien |        |        |        |        |
| Middenveld                 |                   |        |        |                       |        |        |        |        |
| 6                          | Stefan Schwarz    |        |        | SL Benfica            |        |        |        |        |
| 7                          | Klas Ingesson     |        |        | KV Mechelen           |        |        |        |        |
| 8                          | Stefan Rehn       |        |        | IFK Göteborg          |        |        |        |        |
| 9                          | Jonas Thern       |        |        | SL Benfica            |        |        |        |        |
| 10                         | Anders Limpar     |        |        | Arsenal               |        |        |        |        |
| 15                         | Jan Jansson       |        |        | Östers IF             |        |        |        |        |
| 19                         | Joakim Nilsson    |        |        | Sporting Gijón        |        |        |        |        |
| Aanval                     |                   |        |        |                       |        |        |        |        |
| 11                         | Tomas Brolin      |        |        | Parma                 |        |        |        |        |
| 16                         | Kennet Andersson  |        |        | KV Mechelen           |        |        |        |        |
| 17                         | Martin Dahlin     |        |        | Borussia M'gladbach   |        |        |        |        |
| 20                         | Johnny Ekström    |        |        | IFK Göteborg          |        |        |        |        |
| Bondscoach: Tommy Svensson |                   |        |        |                       |        |        |        |        |

## Groep B

### GOS[6]
| Gemenebest van Onafhankelijke Staten | Gemenebest van Onafhankelijke Staten | Gemenebest van Onafhankelijke Staten | Gemenebest van Onafhankelijke Staten | Gemenebest van Onafhankelijke Staten | Gemenebest van Onafhankelijke Staten | Gemenebest van Onafhankelijke Staten | Gemenebest van Onafhankelijke Staten | Gemenebest van Onafhankelijke Staten |
| №                                    | Naam                                 | Wed.                                 | Dlpnt.                               | Club                                 |                                      |                                      |                                      |                                      |
| ------------------------------------ | ------------------------------------ | ------------------------------------ | ------------------------------------ | ------------------------------------ | ------------------------------------ | ------------------------------------ | ------------------------------------ | ------------------------------------ |
| Doel                                 |                                      |                                      |                                      |                                      |                                      |                                      |                                      |                                      |
| 1                                    | Dmitri Charin                        | 12                                   |                                      | CSKA Moskou                          |                                      |                                      |                                      |                                      |
| 12                                   | Stanislav Tsjertsjesov               | 10                                   |                                      | Spartak Moskou                       |                                      |                                      |                                      |                                      |
| Verdediging                          |                                      |                                      |                                      |                                      |                                      |                                      |                                      |                                      |
| 2                                    | Andrej Tsjernisjov                   | 23                                   |                                      | Spartak Moskou                       |                                      |                                      |                                      |                                      |
| 3                                    | Kachaber Tschadadze                  | 5                                    |                                      | Spartak Moskou                       |                                      |                                      |                                      |                                      |
| 4                                    | Achrik Tsveiba                       | 22                                   |                                      | Dynamo Kiev                          |                                      |                                      |                                      |                                      |
| 5                                    | Oleh Koeznetsov                      | 60                                   |                                      | Rangers                              |                                      |                                      |                                      |                                      |
| 18                                   | Viktor Onopko                        | 1                                    |                                      | Spartak Moskou                       |                                      |                                      |                                      |                                      |
| 20                                   | Andrej Ivanov                        | 3                                    |                                      | Spartak Moskou                       |                                      |                                      |                                      |                                      |
| Middenveld                           |                                      |                                      |                                      |                                      |                                      |                                      |                                      |                                      |
| 6                                    | Igor Sjalimov                        | 23                                   |                                      | Foggia                               |                                      |                                      |                                      |                                      |
| 7                                    | Oleksij Mychajlytsjenko              | 38                                   |                                      | Rangers                              |                                      |                                      |                                      |                                      |
| 9                                    | Sjarhej Alejnikaw                    | 75                                   |                                      | Lecce                                |                                      |                                      |                                      |                                      |
| 10                                   | Igor Dobrovolski                     | 26                                   |                                      | Servette Genève                      |                                      |                                      |                                      |                                      |
| 16                                   | Dmitri Koeznetsov                    | 17                                   |                                      | Espanyol                             |                                      |                                      |                                      |                                      |
| 17                                   | Igor Kornejev                        | 5                                    |                                      | Espanyol                             |                                      |                                      |                                      |                                      |
| 19                                   | Igor Ledjachov                       | 7                                    |                                      | Spartak Moskou                       |                                      |                                      |                                      |                                      |
| Aanval                               |                                      |                                      |                                      |                                      |                                      |                                      |                                      |                                      |
| 8                                    | Andrej Kantsjelskis                  | 20                                   |                                      | Manchester United                    |                                      |                                      |                                      |                                      |
| 11                                   | Sergej Joeran                        | 13                                   |                                      | Benfica                              |                                      |                                      |                                      |                                      |
| 13                                   | Sergej Kirjakov                      | 8                                    |                                      | Dinamo Moskou                        |                                      |                                      |                                      |                                      |
| 14                                   | Volodymyr Ljoetji                    | 5                                    |                                      | Duisburg                             |                                      |                                      |                                      |                                      |
| 15                                   | Igor Kolyvanov                       | 22                                   |                                      | Foggia                               |                                      |                                      |                                      |                                      |
| Bondscoach: Anatolij Bysjovets       |                                      |                                      |                                      |                                      |                                      |                                      |                                      |                                      |

1. ↑  Aantal gespeelde wedstrijden voor het voetbalelftal van de Sovjet-Unie.

### Duitsland[7]
| Duitsland               | Duitsland         | Duitsland | Duitsland | Duitsland           | Duitsland | Duitsland | Duitsland | Duitsland |
| №                       | Naam              | Wed.      | Dlpnt.    | Club                |           |           |           |           |
| ----------------------- | ----------------- | --------- | --------- | ------------------- | --------- | --------- | --------- | --------- |
| Doel                    |                   |           |           |                     |           |           |           |           |
| 1                       | Bodo Illgner      | 34        |           | 1. FC Köln          |           |           |           |           |
| 12                      | Andreas Köpke     | 3         |           | 1. FC Nürnberg      |           |           |           |           |
| Verdediging             |                   |           |           |                     |           |           |           |           |
| 2                       | Stefan Reuter     | 32        |           | Juventus            |           |           |           |           |
| 3                       | Andreas Brehme    | 69        |           | Inter               |           |           |           |           |
| 4                       | Jürgen Kohler     | 42        |           | Juventus            |           |           |           |           |
| 5                       | Manfred Binz      | 11        |           | Eintracht Frankfurt |           |           |           |           |
| 6                       | Guido Buchwald    | 51        |           | VfB Stuttgart       |           |           |           |           |
| 14                      | Thomas Helmer     | 7         |           | Borussia Dortmund   |           |           |           |           |
| 15                      | Michael Frontzeck | 17        |           | VfB Stuttgart       |           |           |           |           |
| 19                      | Michael Schulz    | 1         |           | Borussia Dortmund   |           |           |           |           |
| 20                      | Christian Wörns   | 2         |           | Bayer Leverkusen    |           |           |           |           |
| Middenveld              |                   |           |           |                     |           |           |           |           |
| 7                       | Andreas Möller    | 21        |           | Eintracht Frankfurt |           |           |           |           |
| 8                       | Thomas Häßler     | 29        |           | AS Roma             |           |           |           |           |
| 10                      | Thomas Doll       | 9         |           | SS Lazio            |           |           |           |           |
| 16                      | Matthias Sammer   | 7         |           | VfB Stuttgart       |           |           |           |           |
| 17                      | Stefan Effenberg  | 7         |           | FC Bayern München   |           |           |           |           |
| Aanval                  |                   |           |           |                     |           |           |           |           |
| 9                       | Rudi Völler       | 83        |           | AS Roma             |           |           |           |           |
| 11                      | Karl-Heinz Riedle | 20        |           | SS Lazio            |           |           |           |           |
| 13                      | Andreas Thom      | 4         |           | Bayer Leverkusen    |           |           |           |           |
| 18                      | Jürgen Klinsmann  | 36        |           | Inter               |           |           |           |           |
| Bondscoach: Berti Vogts |                   |           |           |                     |           |           |           |           |

### Nederland[8]
| Nederland                 | Nederland          | Nederland | Nederland | Nederland         | Nederland | Nederland | Nederland | Nederland |
| №                         | Naam               | Wed.      | Dlpnt.    | Club              |           |           |           |           |
| ------------------------- | ------------------ | --------- | --------- | ----------------- | --------- | --------- | --------- | --------- |
| Doel                      |                    |           |           |                   |           |           |           |           |
| 1                         | Hans van Breukelen | 69        |           | PSV               |           |           |           |           |
| 13                        | Stanley Menzo      | 3         |           | AFC Ajax          |           |           |           |           |
| Verdediging               |                    |           |           |                   |           |           |           |           |
| 2                         | Berry van Aerle    | 31        |           | PSV               |           |           |           |           |
| 3                         | Adri van Tiggelen  | 52        |           | PSV               |           |           |           |           |
| 4                         | Ronald Koeman      | 56        |           | FC Barcelona      |           |           |           |           |
| 5                         | Danny Blind        | 20        |           | AFC Ajax          |           |           |           |           |
| 17                        | Frank de Boer      | 7         |           | AFC Ajax          |           |           |           |           |
| Middenveld                |                    |           |           |                   |           |           |           |           |
| 6                         | Jan Wouters        | 48        |           | FC Bayern München |           |           |           |           |
| 8                         | Frank Rijkaard     | 29        |           | AC Milan          |           |           |           |           |
| 10                        | Ruud Gullit        | 57        |           | AC Milan          |           |           |           |           |
| 11                        | John van 't Schip  | 36        |           | AFC Ajax          |           |           |           |           |
| 14                        | Rob Witschge       | 7         |           | Feyenoord         |           |           |           |           |
| 15                        | Aron Winter        | 23        |           | AFC Ajax          |           |           |           |           |
| 16                        | Peter Bosz         | 5         |           | Feyenoord         |           |           |           |           |
| 18                        | Wim Jonk           | 3         |           | AFC Ajax          |           |           |           |           |
| 20                        | Bryan Roy          | 8         |           | AFC Ajax          |           |           |           |           |
| Aanval                    |                    |           |           |                   |           |           |           |           |
| 7                         | Dennis Bergkamp    | 52        |           | AFC Ajax          |           |           |           |           |
| 9                         | Marco van Basten   | 51        |           | AC Milan          |           |           |           |           |
| 12                        | Wim Kieft          | 40        |           | PSV               |           |           |           |           |
| 19                        | Eric Viscaal       | 2         |           | KAA Gent          |           |           |           |           |
| Bondscoach: Rinus Michels |                    |           |           |                   |           |           |           |           |

### Schotland[9]
| Schotland                 | Schotland        | Schotland | Schotland | Schotland           | Schotland | Schotland | Schotland | Schotland |
| №                         | Naam             | Wed.      | Dlpnt.    | Club                |           |           |           |           |
| ------------------------- | ---------------- | --------- | --------- | ------------------- | --------- | --------- | --------- | --------- |
| Doel                      |                  |           |           |                     |           |           |           |           |
| 1                         | Andy Goram       | 20        |           | Rangers             |           |           |           |           |
| 12                        | Henry Smith      | 3         |           | Heart of Midlothian |           |           |           |           |
| Verdediging               |                  |           |           |                     |           |           |           |           |
| 2                         | Richard Gough    | 56        |           | Rangers             |           |           |           |           |
| 4                         | Maurice Malpas   | 50        |           | Dundee United       |           |           |           |           |
| 8                         | Dave McPherson   | 20        |           | Heart of Midlothian |           |           |           |           |
| 9                         | Stewart McKimmie | 17        |           | Aberdeen            |           |           |           |           |
| 15                        | Tom Boyd         | 9         |           | Celtic              |           |           |           |           |
| 17                        | Derek Whyte      | 4         |           | Celtic              |           |           |           |           |
| 18                        | Dave Bowman      | 2         |           | Dundee United       |           |           |           |           |
| 19                        | Alan McLaren     | 3         |           | Heart of Midlothian |           |           |           |           |
| Middenveld                |                  |           |           |                     |           |           |           |           |
| 3                         | Paul McStay      | 57        |           | Celtic              |           |           |           |           |
| 10                        | Stuart McCall    | 17        |           | Rangers             |           |           |           |           |
| 11                        | Gary McAllister  | 15        |           | Leeds United        |           |           |           |           |
| 13                        | Pat Nevin        | 12        |           | Everton             |           |           |           |           |
| 16                        | Jim McInally     | 7         |           | Dundee United       |           |           |           |           |
| Aanval                    |                  |           |           |                     |           |           |           |           |
| 5                         | Ally McCoist     | 38        |           | Rangers             |           |           |           |           |
| 6                         | Brian McClair    | 23        |           | Manchester United   |           |           |           |           |
| 7                         | Gordon Durie     | 19        |           | Tottenham Hotspur   |           |           |           |           |
| 14                        | Kevin Gallacher  | 9         |           | Coventry City       |           |           |           |           |
| 20                        | Duncan Ferguson  | 2         |           | Dundee United       |           |           |           |           |
| Bondscoach: Andy Roxburgh |                  |           |           |                     |           |           |           |           |